# Tagsdorf
Tagsdorf [taɡzdɔʁf]  est une commune française située dans la circonscription administrative du Haut-Rhin et, depuis le 1er janvier 2021, dans le territoire de la Collectivité européenne d'Alsace, en région Grand Est.
Cette commune se trouve dans la région historique et culturelle d'Alsace.

## Géographie
La commune de Tagsdorf se trouve à l'entrée de la vallée de « Hundsbach » (l'on peut traduire en français la rivière du chien), et est traversée par deux rivières, le « Thalbach », et son affluent, le Walhbach.

### Communes limitrophes
|          | Obermorschwiller |           |
| Emlingen | Tagsdorf         | Heiwiller |
|          | Schwoben         |           |

### Hydrographie
La commune est dans le bassin versant du Rhin au sein du bassin Rhin-Meuse. Elle est drainée par le Thalbach, le Wahlbach et le Riethgraben,,.
Le Thalbach, d'une longueur de 21 km, prend sa source dans la commune de Folgensbourg et se jette  dans l'Ill à Walheim, après avoir traversé 15 communes. Les caractéristiques hydrologiques du Thalbach sont données par la station hydrologique située sur la commune de Wittersdorf. Le débit moyen mensuel est de 0,566 m3/s. Le débit moyen journalier maximum est de 19 m3/s, atteint lors de la crue du 31 mai 1995. Le débit instantané maximal est quant à lui de 24,1 m3/s, atteint le 25 mai 1983.

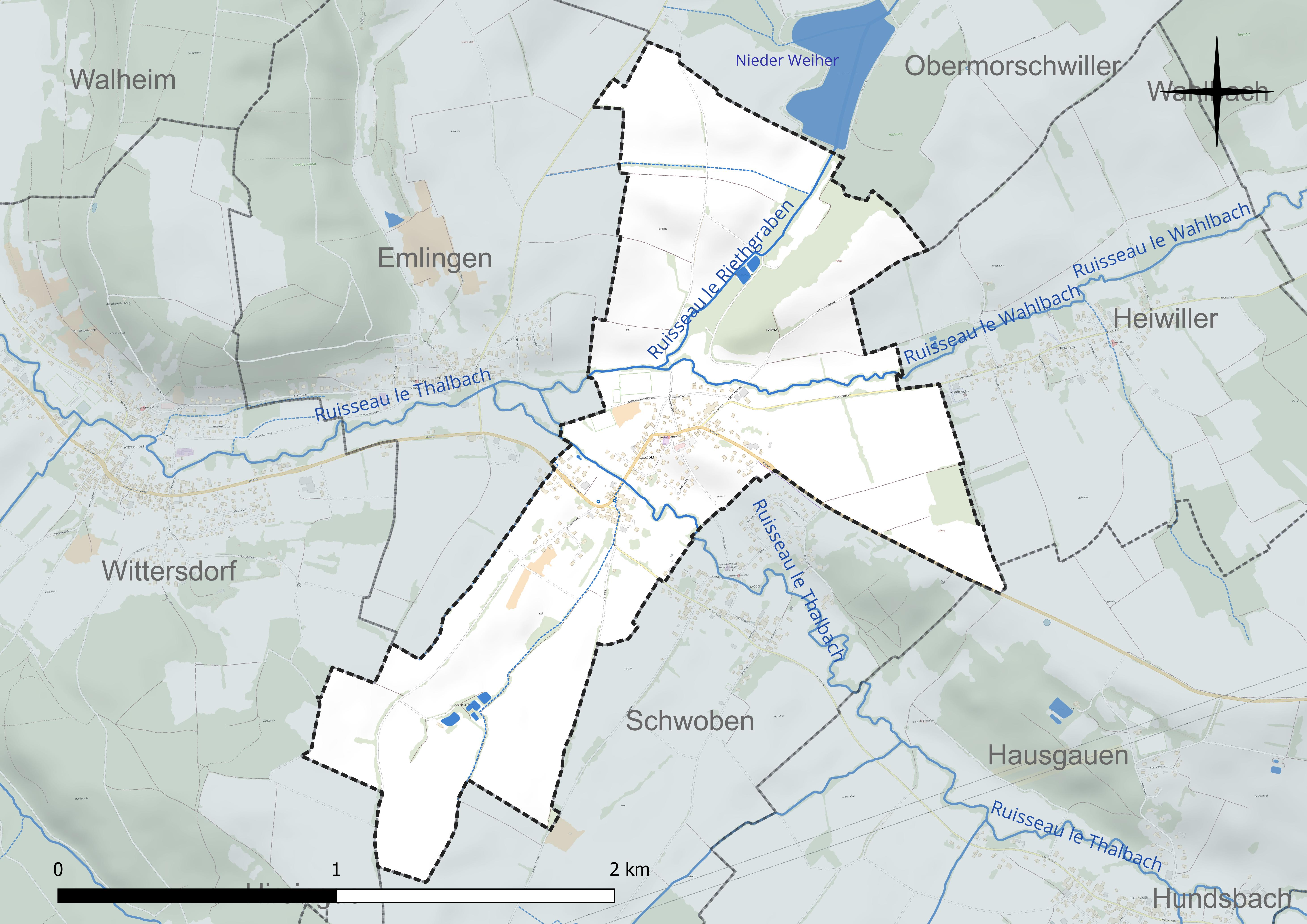
Réseau hydrographique de Tagsdorf.

### Climat
Pour des articles plus généraux, voir Climat du Grand Est et Climat du Haut-Rhin.
En 2010, le climat de la commune est de type climat des marges montargnardes, selon une étude du Centre national de la recherche scientifique s'appuyant sur une série de données couvrant la période 1971-2000. En 2020, Météo-France publie une typologie des climats de la France métropolitaine dans laquelle la commune est exposée à un climat semi-continental et est dans la région climatique  Vosges, caractérisée par une pluviométrie très élevée (1 500 à 2 000 mm/an) en toutes saisons et un hiver rude (moins de 1 °C). 
Pour la période 1971-2000, la température annuelle moyenne est de 10 °C, avec une amplitude thermique annuelle de 17,7 °C. Le cumul annuel moyen de précipitations est de 765 mm, avec 9,3 jours de précipitations en janvier et 9,4 jours en juillet. Pour la période 1991-2020, la température moyenne annuelle observée sur la station météorologique de Météo-France la plus proche, « Carspach », sur la commune de Carspach à 7 km à vol d'oiseau, est de 11,0 °C et le cumul annuel moyen de précipitations est de 827,7 mm. 
La température maximale relevée sur cette station est de 38,1 °C, atteinte le 4 août 2022 ; la température minimale est de −17,7 °C, atteinte le 5 février 2012,,. 
Les paramètres climatiques de la commune ont été estimés pour le milieu du siècle (2041-2070) selon différents scénarios d'émission de gaz à effet de serre à partir des nouvelles projections climatiques de référence DRIAS-2020. Ils sont consultables sur un site dédié publié par Météo-France en novembre 2022.

## Urbanisme

### Typologie
Au 1er janvier 2024, Tagsdorf est catégorisée commune rurale à habitat dispersé, selon la nouvelle grille communale de densité à sept niveaux définie par l'Insee en 2022.
Elle est située hors unité urbaine. Par ailleurs la commune fait partie de l'aire d'attraction de Bâle - Saint-Louis (partie française), dont elle est une commune de la couronne,. Cette aire, qui regroupe 94 communes, est catégorisée dans les aires de 200 000 à moins de 700 000 habitants,.

### Occupation des sols
L'occupation des sols de la commune, telle qu'elle ressort de la base de données européenne d’occupation biophysique des sols Corine Land Cover (CLC), est marquée par l'importance des territoires agricoles (85,1 % en 2018), une proportion sensiblement équivalente à celle de 1990 (85,4 %). La répartition détaillée en 2018 est la suivante : 
terres arables (64,2 %), zones agricoles hétérogènes (20,8 %), zones urbanisées (8,3 %), forêts (6,7 %). L'évolution de l’occupation des sols de la commune et de ses infrastructures peut être observée sur les différentes représentations cartographiques du territoire : la carte de Cassini (XVIIIe siècle), la carte d'état-major (1820-1866) et les cartes ou photos aériennes de l'IGN pour la période actuelle (1950 à aujourd'hui).

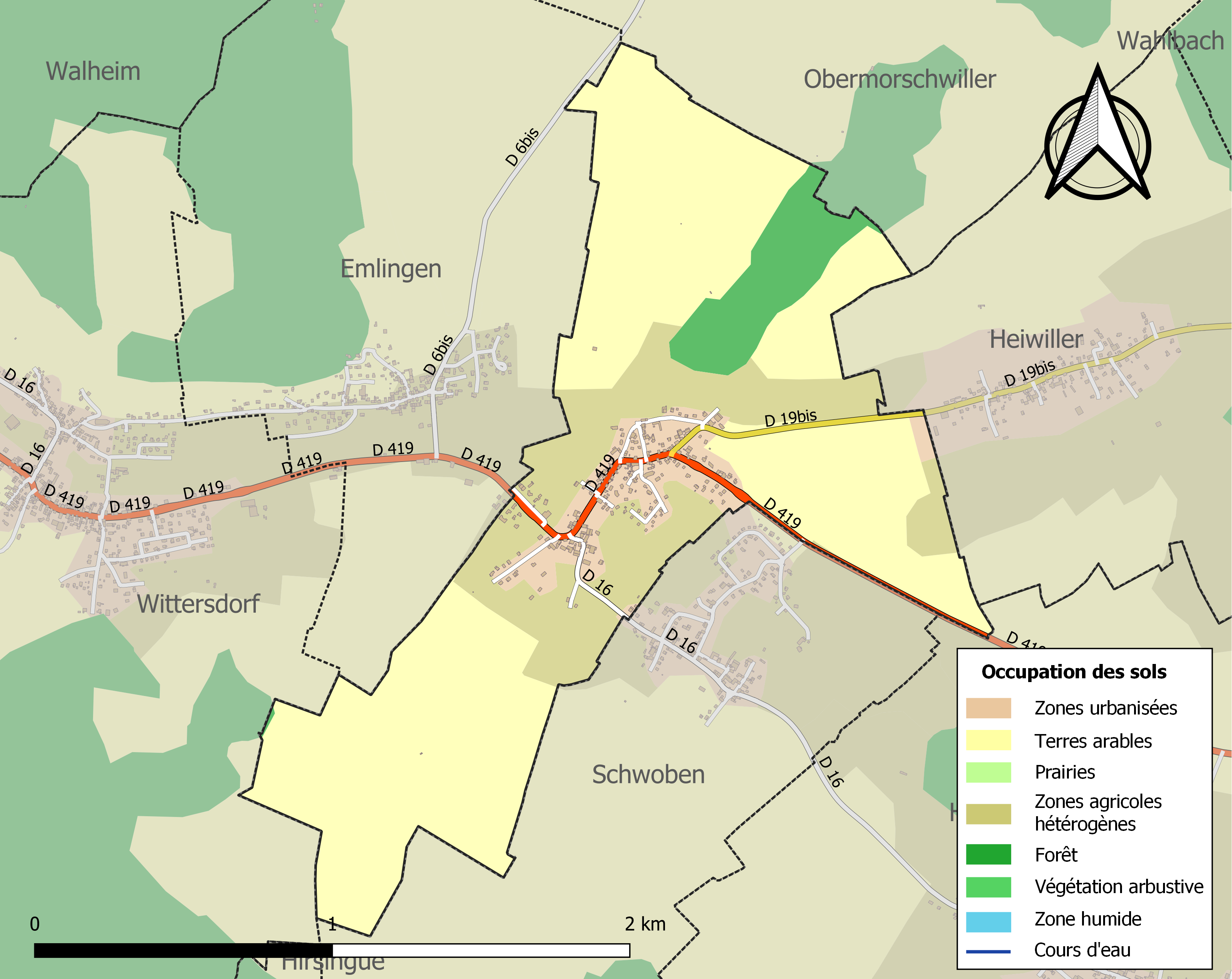
Carte des infrastructures et de l'occupation des sols de la commune en 2018 (CLC).

## Toponymie
Le nom de la localité est attesté sous les formes Tagstorff en 1421, Dagesdorf ou Tagsdorff 1459 à 1463, Dagstorf en 1576.
Ce toponyme est formé d'un anthroponyme germanique, probablement un Dag ou Dago qui est usité avec Dagobert et est à rapprocher du Dachs allemand, le « blaireau ». Tagsdorf est donc, probablement, le « village du Blaireau ».
Son nom est Dàgschdorf en alémanique.

## Héraldique
| Blason de Tagsdorf | Blason  | De gueules à deux cierges d'argent allumés d'or passés en sautoir, un blaireau passant de même brochant sur le tout.                                                                                                 |
| Blason de Tagsdorf | Détails | Armes parlantes (Le village (Dorf) des blaireaux (Dachs)). Les cierges évoquent saint Blaise, patron de la paroisse et le blaireau représente le sobriquet des habitants. Officiel - Création des armoiries en 1977. |

## Politique et administration
| Période                                  | Période  | Identité        | Étiquette         | Qualité                                                                            |
| ---------------------------------------- | -------- | --------------- | ----------------- | ---------------------------------------------------------------------------------- |
| 1974                                     | 2017     | René Danesi     | UDI (NC) puis UMP | 3e vice-président du Conseil régional d'Alsace Sénateur du Haut-Rhin (2014 → 2020) |
| 2017                                     | En cours | Madeleine Goetz |                   |                                                                                    |
| Les données manquantes sont à compléter. |          |                 |                   |                                                                                    |

## Démographie
L'évolution du nombre d'habitants est connue à travers les recensements de la population effectués dans la commune depuis 1793. Pour les communes de moins de 10 000 habitants, une enquête de recensement portant sur toute la population est réalisée tous les cinq ans, les populations de référence des années intermédiaires étant quant à elles estimées par interpolation ou extrapolation. Pour la commune, le premier recensement exhaustif entrant dans le cadre du nouveau dispositif a été réalisé en 2007.

En 2022, la commune comptait 314 habitants, en évolution de +5,72 % par rapport à 2016 (Haut-Rhin : +0,66 %, France hors Mayotte : +2,11 %).
| 1793 | 1800 | 1806 | 1821 | 1831 | 1836 | 1841 | 1846 | 1851 |
| ---- | ---- | ---- | ---- | ---- | ---- | ---- | ---- | ---- |
| 255  | 220  | 233  | 238  | 259  | 328  | 339  | 344  | 382  |

| 1856 | 1861 | 1866 | 1871 | 1875 | 1880 | 1885 | 1890 | 1895 |
| ---- | ---- | ---- | ---- | ---- | ---- | ---- | ---- | ---- |
| 314  | 310  | 298  | 291  | 293  | 324  | 274  | 261  | 252  |

| 1900 | 1905 | 1910 | 1921 | 1926 | 1931 | 1936 | 1946 | 1954 |
| ---- | ---- | ---- | ---- | ---- | ---- | ---- | ---- | ---- |
| 236  | 235  | 239  | 223  | 233  | 230  | 209  | 185  | 169  |

| 1962 | 1968 | 1975 | 1982 | 1990 | 1999 | 2006 | 2007 | 2012 |
| ---- | ---- | ---- | ---- | ---- | ---- | ---- | ---- | ---- |
| 194  | 211  | 201  | 202  | 262  | 312  | 323  | 325  | 307  |

| 2017 | 2022 | - | - | - | - | - | - | - |
| ---- | ---- | - | - | - | - | - | - | - |
| 294  | 314  | - | - | - | - | - | - | - |

## Lieux et monuments

L'église Saint-Blaise
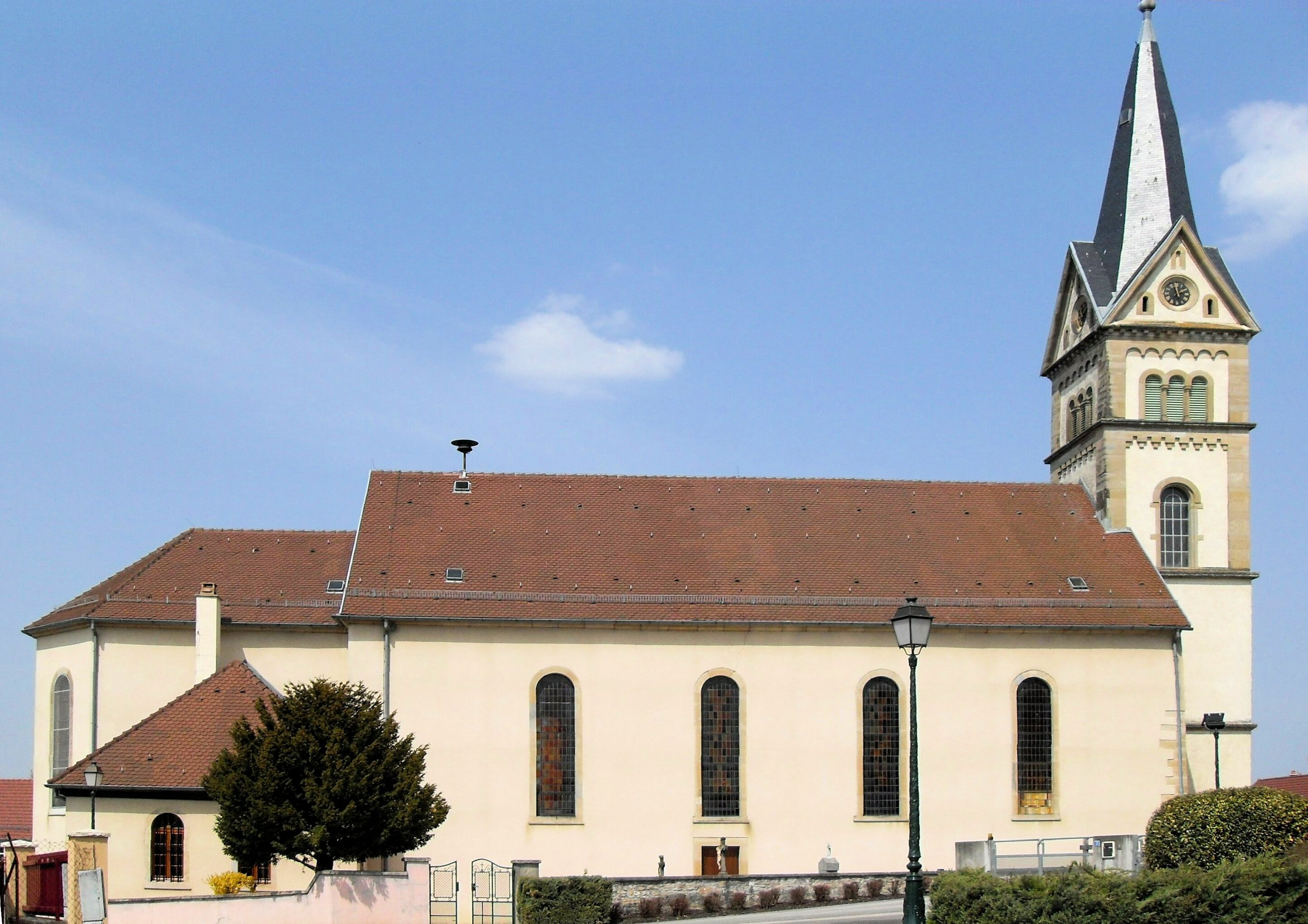
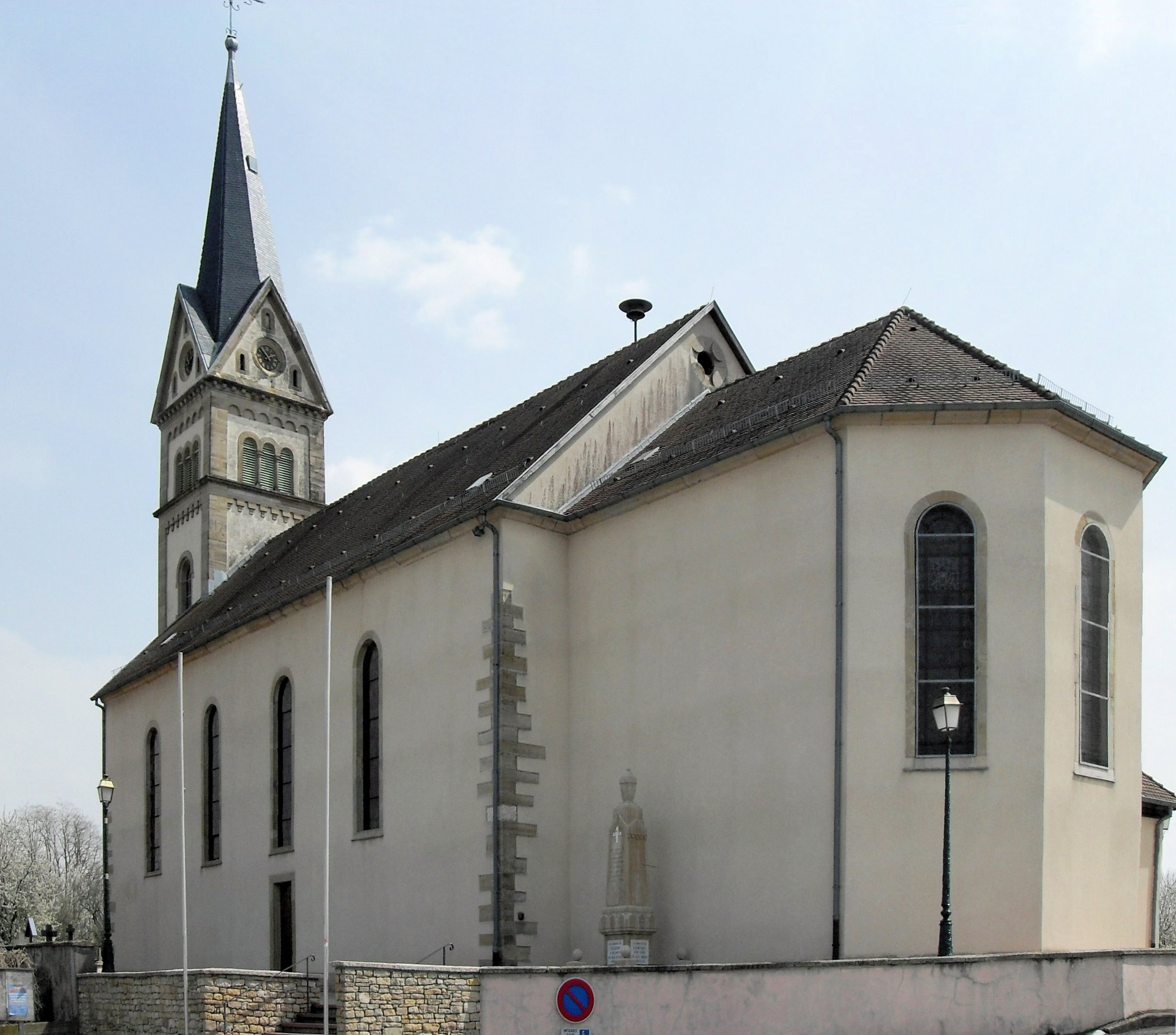

- La gorge du blaireau (2016), œuvre réalisée par le plasticien Stéfane Perraud et l'écrivain Aram Kebabdjian[26].

## Personnalités liées à la commune
Boulanger René